# 변채

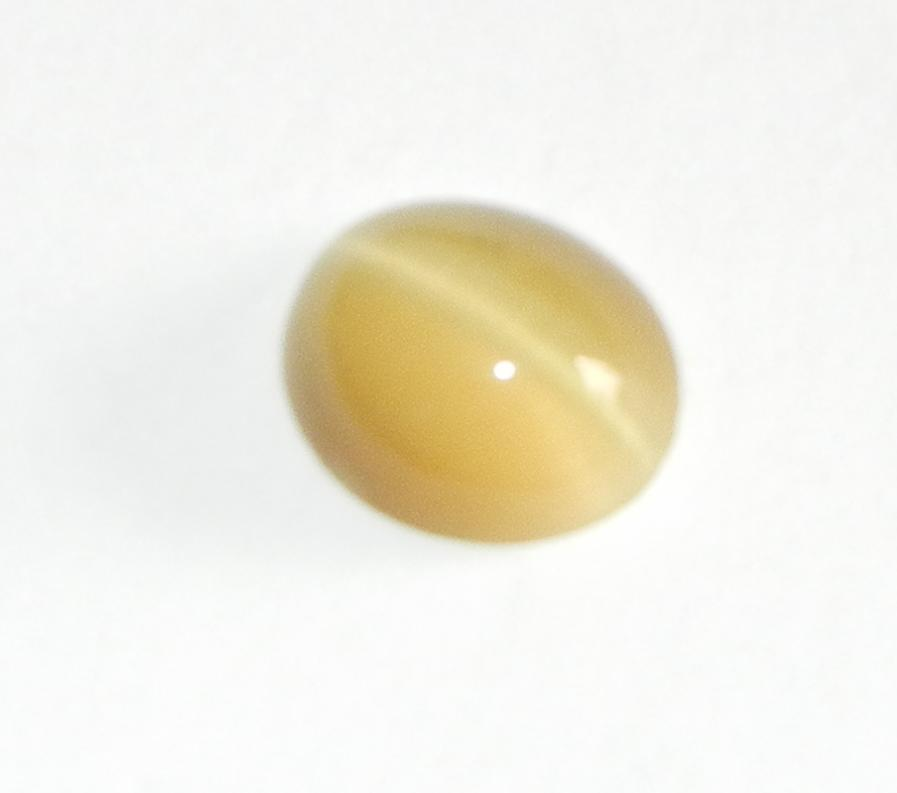

변채(變彩, chatoyancy 샤토이언시[ʃəˈtɔɪ.ənsi][*])란 특정한 보석, 목재, 탄소섬유 등에서 나타나는 광학효과다. 이 효과가 나타나는 보석을 묘안석(猫眼石, cat's eye)이라고 한다.